# André Bonnard
Andre Bonnard (Lausanne, 16 augustus 1888 – aldaar, 18 oktober 1959) was een Zwitsers hoogleraar, classicus, vertaler en schrijver.

## Biografie
André Bonnard studeerde in Lausanne en aan de Sorbonne in Parijs literatuur. Na zijn afstuderen doceerde hij van 1910 tot 1915 in Mulhouse, daarna in Rolle en Lausanne, waar hij zonder doctor te zijn geworden in 1928 hoogleraar aan de letterenfaculteit werd.
Andre Bonnard die was getroffen door de verschrikkingen van de Eerste Wereldoorlog werd pacifist. Aan het einde van de Tweede Wereldoorlog was hij onder de indruk van het succes van het Russische Rode Leger dat samen met de westerse geallieerden over Hitler had gezegevierd. Hij dacht dat zijn humanistische en pacifistische idealen in de door Jozef Stalin geregeerde Sovjet-Unie werden verwerkelijkt. Zijn loftuitingen over de Sovjet-literatuur in zijn in 1948 verschenen Toward a New Humanism: Reflections on Soviet Literature, 1917–1947 maakten hem in de ogen van de Zwitserse Federale overheid verdacht. Hij werd dan ook jarenlang door de politie in de gaten gehouden.
In 1949 werd André Bonnard verkozen tot voorzitter van de Zwitserse Vredesbeweging. Ook werd hij lid van de Wereldvredesraad. Beide organisaties waren sterk pro-Sovjet. Hij woonde de congressen van de Wereldvredesraad in Parijs (1949) en Warschau (1950) bij.
In 1952 werd Bonnard gearresteerd en van verraad beschuldigd. Dat jaar stichtte Bonnard in Lausanne ook een Volksuniversiteit waar hij colleges gaf over literatuur, kunst en geschiedenis.
Zijn proces vond in 1954 plaats en eindigde in een veroordeling tot vijftien dagen opgeschorte celstraf. De rechter nam bij die strafmaat "de goede trouw van de idealist" in aanmerking als een verzachtende omstandigheid. André Bonnard wordt een "fellow traveller" genoemd.
In 1955 ontving André Bonnard in Wenen de Stalin Vredesprijs.
André Bonnard werd vanwege zijn steun voor de Sovjets geconfronteerd met veel vijandigheid. Er waren vrienden die hem niet meer groetten. Hij werd door de universiteit bij zijn afscheid niet op de gebruikelijke wijze met een "honnorat" geëerd.
Zijn nagedachtenis werd later echter in ere hersteld; de stad Lausanne noemde een pleintje naar hem (de Placette André Bonnard) en een auditorium van de Universiteit van Lausanne-Dorigny draagt sinds 2004 zijn naam.

## Vertaalde toneelstukken
André Bonnard was bekend om zijn vertalingen van Griekse tragedies. Daarbij had hij niet de specialisten maar vooral lezers en theatermakers voor ogen. De vertalingen zijn poëtisch en werden geïnspireerd door Racine en Jean Giraudoux:
- 1928 - Prometheus geketend (Prométhée enchaîné) van Aeschylus
- 1938 - Antigone van Sophocles
- 1942 - Iphigeneia in Aulis (Iphigénie à Aulis) van Euripides
- 1946 - Oedipus Rex (Œdipe Roi) van Sophocles
- 1948 - Alceste van Euripides
- 1952 - Agamemnon van Aeschylus

## Andere vertalingen
André Bonnard vertaalde ook wat ons rest van de gedichten van Sappho. Aan deze dichteres wijdde hij ook een studie.
Verder vertaalde hij gedichten van Archilochus (1958) en prozafragmenten van Plato ("Over Socrates", verschenen in 1945) en Herodotus (verschenen in 1951). Tussen 1950 en 1952 publiceerden hij, zijn studenten en vrienden (onder hen Philippe Jaccottet Georges Haldas, Maurice Chappaz, Henri Debluë en Henri Gaberel) zes delen met vertalingen van Griekse auteurs. Deze zes boeken zijn de eerste delen van de serie La Grèce présente en staan aan het begin van de Editions Rencontre.

## Studies over het oude Griekenland
De drie belangrijkste studies van André Bonnard zijn Les dieux de la Grèce (1944), La tragédie et l’homme (1950) en het driedelige Civilisation grecque dat tussen 1954 en 1959 verscheen. Dat 900 bladzijden tellende boek over de Griekse beschaving is het intellectuele testament van André Bonnard. Civilisation grecque is de synthese van al zijn eerdere beschouwingen over de mens, cultuur en kunst. Bonnard zag in het Griekenland van Homerus tot Epicurus een bijzondere tijd waarin de mensheid een zeldzame perfectie bereikte. Het boek is in meerdere talen vertaald.

## Humanisme
Over zijn humanistische opvattingen schreef André Bonnard een aantal artikelen die in de bundel J’ai pris l’humanisme au sérieux (1991) werden samengebracht.
- Base de données des élites suisses: 76812
- Bibsys: 90247034
- Biblioteca Nacional de España: XX947244
- Bibliothèque nationale de France: cb11892786h (data)
- CiNii: DA01950672
- Gemeinsame Normdatei: 105483966
- Historisch woordenboek van Zwitserland: 016026
- International Standard Name Identifier: 0000 0001 1026 3451
- Library of Congress Control Number: n92036116
- Nationale Bibliotheek van Letland: 000045575
- Nationale Bibliotheek van Tsjechië: xx0100165
- Nationale Bibliotheek van Israël: 987007258842905171
- Nationale Bibliotheek van Polen: a0000001143759
- Nederlandse Thesaurus van Auteursnamen: 067510728
- Système universitaire de documentation: 02673785X
- Virtual International Authority File: 49221921
- WorldCat: E39PBJbGTCChKXrqrWMtgK9Yyd